# Schizma moechiańska

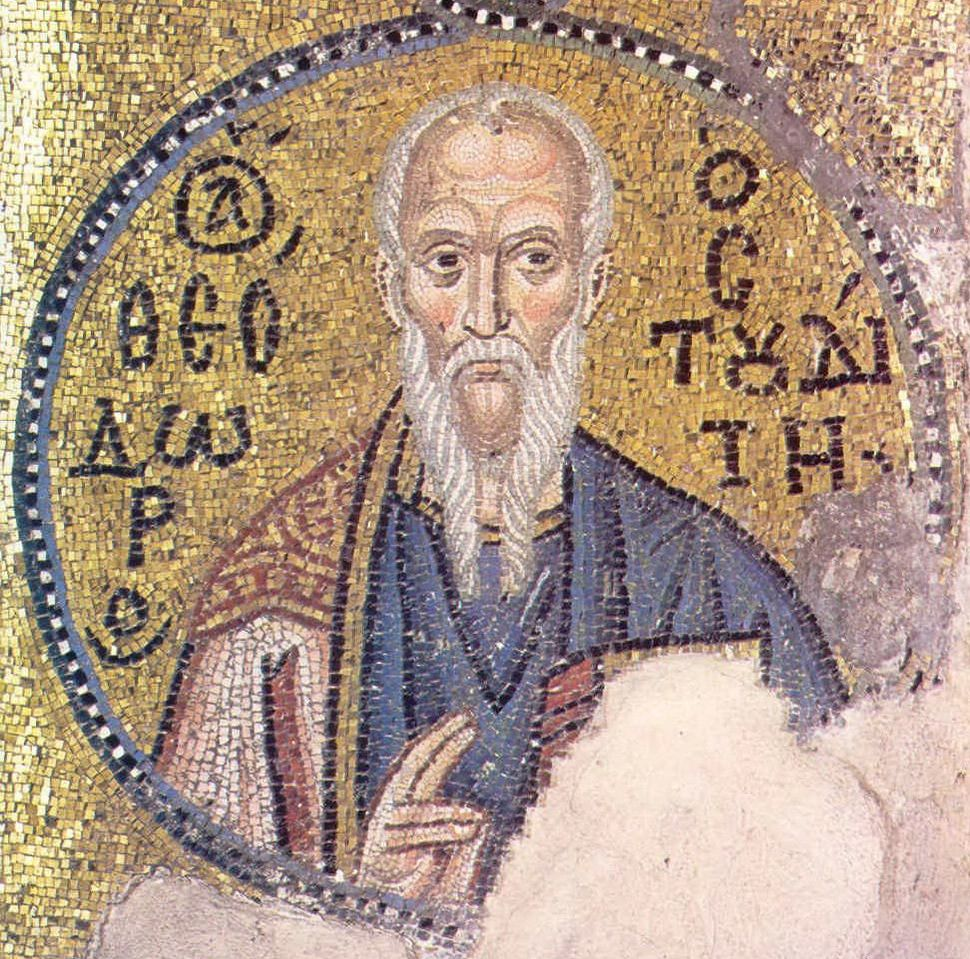
Teodor Studyta

Schizma moechiańska, również mojchiańska, moichiańska  – kontrowersja teologiczna w Kościele wschodnim na przełomie VIII i IX wieku, wybuchła wokół kwestii legalności powtórnego zawarcia związku małżeńskiego przez cesarza Konstantyna VI. 
W roku 795 młody cesarz rozwiązał zaaranżowane kilka lat wcześniej przez jego matkę małżeństwo z żoną Marią, a następnie ożenił się powtórnie ze swoją kochanką. Drugie małżeństwo władcy, zawarte z naruszeniem praw kościelnych, spotkało się z opozycją części Kościoła, związanej z klasztorem Studion i osobami Platona z Sakkoudionu oraz Teodora Studyty. Ogłosili oni, iż cesarz popełnił grzech cudzołóstwa (gr. μοιχεία, stąd nazwa schizma moechiańska tj. cudzołożna). Poparcia mnichom udzieliła matka Konstantyna, cesarzowa Irena. Z kolei patriarcha Konstantynopola Tarazjusz zajął niezdecydowane stanowisko – odmówił przewodniczenia ceremonii ślubnej, ale pomimo nacisku mnichów nie potępił ani cesarza, ani kapłana Józefa, który udzielił mu ślubu. W odpowiedzi na ogłoszenie popadnięcia Konstantyna i Tarazjusza w ekskomunikę, cesarz zamknął klasztor Studion, uwięził Platona, zaś Teodora zesłał do Tesaloniki.
Po obaleniu i oślepieniu Konstantyna w 797 roku Tarazjusz pojednał się z Teodorem i uznał małżeństwo cesarza za nieważne, zaś Józef został ekskomunikowany. Po śmierci Tarazjusza w 806 roku nowy patriarcha Nicefor I zwołał synod, który cofnął kary kościelne nałożone na Józefa i ponownie uznał legalność powtórnego ożenku Konstantyna. Teodor Studyta uznał tę decyzję za heretycką, co skutkowało skazaniem go w 809 roku na banicję. Schizmę zakończył dopiero w 811 roku cesarz Michał I Rangabe, odwołując Studytę z wygnania i powtórnie zatwierdzając uprzednie orzeczenia o nielegalności związku zawartego przez swojego poprzednika.